# Alexandre Vieira
Alexandre Vieira (Porto, 11 de Setembro de 1880 — Lisboa, 26 de Dezembro de 1973) foi um operário gráfico, jornalista e publicista ligado ao movimento operário e ao anarco-sindicalismo, figura marcante na agitação operária e nos acontecimentos revolucionários que caracterizaram a Primeira República Portuguesa e os anos posteriores. 

## Biografia
Nasceu em 11 de Setembro de 1880, na cidade do Porto.
Foi um destacado militante sindicalista, fortemente empenhado na acção do movimento sindical revolucionário e na luta pela melhoria da condição operária. Foi redactor de vários jornais ligados ao movimento operário, e o primeiro director do periódico operário A Batalha e teve grande actividade na Universidade Popular Portuguesa. Também colaborou na revista  Renovação (1925-1926) . Defendeu o regime de trabalho das oito horas, e criticou o regime de empreitada que então estava em vigor. Foi o autor de alguns livros, dedicados principalmente à sua profissão, tendo deixado a sua vasta bibliotea ao Sindicato dos Trabalhadores Gráficos do Sul e Ilhas Adjacentes.
Faleceu em 1973, assassinado pela Polícia Internacional e de Defesa do Estado, devido aos seus esforços contra o regime ditatorial e a favor dos direitos dos trabalhadores.
Em 1978 foi um dos três tipógrafos mortos pela PIDE que foram homenageados pelo Sindicato dos Trabalhadores Gráficos, em conjunto com Agostinho Fineza e José Moreira. Em 1979 a Câmara Municipal de Lisboa homenageou o sindicalista e historiador dando o seu nome a uma rua no Bairro 2 de Maio.

## Obras publicadas
Para além de volumosa colaboração em diversos periódicos, sendo o director e principal redactor de alguns, é autor das seguintes monografias:
- Em volta da minha profissão: Subsídios para a história do movimento operário. Lisboa, 1950.
- Como se corrigem provas tipográficas: Noções úteis para quem manda executar impressão às tipografias. Albagráfica, Lda, Lisboa, 1951 (col. Gonçalves Piçarra).
- Figuras gradas do Movimento Social Português. Lisboa, 1959.
- Delegacia a um Congresso Sindical. Lisboa, 1960.
- Para a História do Sindicalismo em Portugal. Lisboa, Seara Nova, 1970.
- Subsídios para a história do Movimento Sindicalista em Portugal - De 1908 a 1919. Edições BASE, 1977.